# Светкавицата (филм)
„Светкавицата“ (на английски: The Flash) е американски супергеройски филм от 2023 г. по едноименния персонаж на Ди Си Комикс. Режисьор е Анди Мускети, а сценарият е на Кристина Ходсън. Това е 13-ият филм в Разширената вселена на Ди Си. Филмът продължава историята на титулярния герой след участието му в „Лигата на справедливостта: Режисьорската версия на Зак Снайдър“.
Премиерата на филма се състои в Китайския театър в Грауман на 12 юни 2023 г., и излиза по кината в Съединените щати на 16 юни 2023 г.

## Актьорски състав
| Актьор               | Роля                                                                                         |
| -------------------- | -------------------------------------------------------------------------------------------- |
| Езра Милър           | Бари Алън / Светкавицата, Бари Алън / Светкавицата (Земя-89), Бари Алън / Тъмната светкавица |
| Саша Кали            | Кара-Зор Ел / Супергърл                                                                      |
| Хелън Слейтър        | Кара-Зор Ел / Супергърл                                                                      |
| Майкъл Шанън         | Генерал Дру-Зод                                                                              |
| Рон Ливингстън       | Хенри Алън и Хенри Алън (Земя-89)                                                            |
| Марибел Верду        | Нора Алън и Нора Алън (Земя-89)                                                              |
| Киърси Клемънс       | Айрис Уест                                                                                   |
| Антдже Трау          | Фаора Ху-Ул                                                                                  |
| Бен Афлек            | Брус Уейн / Батман                                                                           |
| Майкъл Кийтън        | Брус Уейн / Батман                                                                           |
| Адам Уест            | Брус Уейн / Батман                                                                           |
| Джордж Клуни         | Брус Уейн / Батман                                                                           |
| Сърси Моника-Джаксън | Пати Спивот и Пати Спивот (Земя-89)                                                          |
| Руди Манкузо         | Албърт Дезмънд и Албърт Дезмънд (Земя-89)                                                    |
| Санджийв Баскар      | Дейвид Сингх                                                                                 |
| Шон Роджърс          | Гари                                                                                         |
| Люк Брандън Фийлд    | Алберто Фалконе                                                                              |
| Джеръми Айрънс       | Алфред Пениуърт                                                                              |
| Гал Гадот            | Принцеса Диана / Диана Принс / Жената чудо                                                   |
| Темуера Морисън      | Томас Къри                                                                                   |
| Джейсън Балантин     | Джей Гaрик / Светкавицата                                                                    |
| Бърт Уорд            | Дик Грейсън / Робин                                                                          |
| Хенри Кавил          | Кал-Ел / Кларк Кент / Супермен                                                               |
| Никълъс Кейдж        | Кал-Ел / Кларк Кент / Супермен                                                               |
| Кристофър Рийв       | Кал-Ел / Кларк Кент / Супермен                                                               |
| Джордж Рийвс         | Кал-Ел / Кларк Кент / Супермен                                                               |
| Джейсън Момоа        | Артър Къри / Аквамен                                                                         |

## Заснемане
Снимките започват на 19 април 2021 г. и приключват на 18 октомври 2021 г.